# Marian de Forest
Marian de Forest, född 1864, död 1935, var en amerikansk journalist. 
Hon är inkluderad i National Women's Hall of Fame. 